# Eilean Uibhard
Eilean Uibhard est une île du Royaume-Uni située en Écosse.